# アスタリスク (精密機器メーカー)
株式会社アスタリスク（英: Asterisk Inc.）は、大阪府大阪市淀川区西中島に本社を置く、自動認識機器、画像認識などの開発および製造販売を行う企業。

## 概要
高校時代の同級生である、鈴木規之、熊本尚樹、大川貴之の3名で2006年9月に起業。自社に生産設備はなく、ハード機器製造は海外で行うファブレスメーカーである。
起業当初は、ソフトウェアの開発を中心に事業展開。特に、将来的にモバイル端末を使用したシステム構築が主流になるとの予測から、モバイル端末を活用したソリューション開発に注力。2010年には、日本初のモバイルPOSシステム「Salasee」、スマートフォン用決済アプリケーション「PitPay」をリリース。クラウド・コンピューティングを活用したSaaS型サービスを開始。その後、モバイル端末活用の一環で、iPhoneやiPod touchに装着するアタッチメント型バーコードリーダーが、今後の業務改革の画期的な機器となると確信し、2013年にハードウェアの開発を行った。
アタッチメント型バーコードリーダーの開発に成功し、トヨタ自動車株式会社から、新車管理用としてモバイル端末一体型のRFIDリーダーを使用したいとの要望から、2014年6月に約2000台を納入。これに続き、アルビオン、東急ハンズや株式会社手原産業倉庫（営業倉庫）などからバーコードリーダーの受注を受け、事業として本格生産にこぎつけた。
一方、セルフレジにおけるRFIDタグ読取の技術について、ファーストリテイリングが特許侵害をしていたとして、2019年9月に差し止め仮処分を申請。2020年11月、日本におけるRFIDを用いたセルフレジの特許を知的財産のライセンス企業である株式会社NIPに譲渡。2021年に和解が成立した。
2019年、伊藤忠紙パルプと資本業務提携を締結。

## 沿革
- 2006年9月 - 滋賀県大津市に資本金560万円で株式会社アスタリスクを設立。システムの受託開発を主に事業を展開。
- 2007年1月 - 企業向けモバイルセキュリティのサービス業を開始。
- 2008年
  - 4月 - 本社を大阪市淀川区に移転。本格的に大阪を中心とした活動にシフト。「モバイルソリューションのアスタリスク」を会社のコンセプトとする。
  - 6月　資本金1,000万円に増資。Apple社によるiPhone 3Gの発売を機に、これらを用いたシステムの研究を開始。
- 2010年
  - 3月 - 日本初のiPhoneなどを活用したモバイルPOSシステム｢Salasee｣を発表
  - 7月 - 日本初のスマートフォン用決済アプリケーション｢PitPay｣を発表。
  - 11月 - 関東での事業活動を目的とし、東京都港区に東京事業所を開設。
- 2011年10月 - 取締役会、監査役設置会社に移行。
- 2012年5月 - 中華人民共和国大連市に100%出資の子会社｢大連明日星科技有限公司(資本金379,848人民元)｣を設立。
- 2014年6月 - iPhoneやiPod touchに接続するバーコードリーダー・RFIDリーダーライター「AsReader」の販売を開始。
- 2015年
  - 1月 - 欧米での「AsReader」販売を目的として、米国カリフォルニア州トーランスに100%出資の子会社｢AsReader, Inc.(資本金US$50,000)｣を設立。
  - 11月 - 同社開発プログラム「Salasee（POSシステム）」の著作権をソースプログラム含め譲渡。
- 2016年3月 - ベンチャーキャピタル5社の引受による第三者割当増資を実施。 資本金1億5千万円、資本準備金1億4千万円となる。
- 2017年10月 - 研究開発技術センターを、中華人民共和国深圳市に開設。
- 2018年
  - 2月 - 欧州での「AsReader」販売の拠点として、オランダ王国ロッテルダムに100％出資の子会社｢AsReader Europe B.V.(資本金€50,000)｣を設立。
  - 11月 - コーポレートガバナンス強化と意思決定の迅速化のため、監査役会設置会社から監査等委員会設置会社に移行。
- 2019年
  - 5月 -「AsReader,Inc.」の事務所を米国オレゴン州ポートランドに移転。伊藤忠紙パルプと資本業務提携契約を締結。
  - 6月 - 東京事業所を港区から中央区へ移転。ファーストリテイリングからセルフレジにおけるRFIDタグ読取特許の無効審判を請求されたことで、特許侵害に基づく差し止め仮処分を提起。後に特許をNIPに譲渡し、3社での訴訟問題となる。
- 2020年
  - 7月 -「レジ待ち解消」の実現を目的とし、レジ自動化推進委員会設立。
  - 11月 - 東海地方での事業活動を目的とし、名古屋営業所を開設。
- 2021年
  - 9月 - 東京証券取引所マザーズに上場。
  - 12月 - ファーストリテイリング、NIPら3社と特許権侵害訴訟の和解成立。

## 主な商品
- AsReader事業（自社製品AsReaderの企画、開発、販売）[5]
  - 画像認識、バーコード、RFID、センサーなどの「モノ認識」技術を用いたAsReader
  - iOSやAndroidを中心としたモバイル端末と連携するAsReader
  - 上記を用いたパッケージアプリケーション
  - その他、業務用製品の受託開発
- システムインテグレーション事業（業務関係のSI事業）
  - 画像認識、バーコード、RFID、センサーなどの「モノ認識」技術を用いた受託開発事業
  - iOSを中心としたモバイルアプリの受託開発事業
  - 「モノ認識」技術を用いた業務コンサルタント
  - モバイル端末を用いた業務コンサルタント

## 組織
事業部制
2つの事業で構成されている。
- AsReader事業
- システムインテグレーション事業

国内営業所
大阪、東京、愛知

## 連結子会社
- AsReader, Inc.（アメリカ合衆国現地法人）
- AsReader Europe B.V.（オランダ現地法人）
- 大連明日星科技有限公司（中華人民共和国現地法人）